# Mont Torricella
Le mont Torricella est une montagne de 1 054 mètres d'altitude des monts Martani situés à proximité de la frazione d'Acquapalombo, dans la province de Terni, dans les Apennins, en Ombrie.